# Гармаш Галина Федорівна
Галина Федорівна Гармаш (нар. 4 червня 1950, смт Сілламяе, Естонія) — український політик. Народний депутат України 4-го та 5-го скликання.

## Раннє життя та освіта
Народилася 4 червня 1950 року в сім'ї військовослужбовця. Закінчила Луганський педагогічний інститут за спеціальністю учитель російської мови та літератури. Вища партійна школа при ЦК КПУ (1988), викладач наукового комунізму.

## Трудова діяльність
- 1968—1972 — робітниця, кореспондент багатотиражної газети взуттєвого об'єднання, місто Луганськ.
- 1972—1981 — секретар комітету комсомолу ТУ, секретар, перший секретар Подільського райкому ЛКСМУ міста Києва.
- 1981—1991 — завідувач відділу пропаганди і агітації Подільського райкому КПУ міста Києва; інструктор оргвідділу Київського міськкому КПУ; секретар Ленінградського райкому КПУ міста Києва; заступник завідувача відділу Київського міськкому КПУ.
- 1991—1995 — завідувач оргвідділу Асоціації працівників закладів культури профспілок України.
- 1995—1998 — директор з загальних питань корпорації «Аеротек Авіейшн», місто Київ.
- 1998—2002 — помічник-консультант народного депутата України Йосипа Вінського.

Була членом Соціалістичної партії України (січень 1992 — липень 2006), секретарем Політради СПУ (червень 1998 — липень 2006).

## Парламентська діяльність
Народний депутат України 4-го скликання з 14 травня 2002 до 25 травня 2006 від СПУ, № 16 в списку. На час виборів: помічник-консультант народного депутата України, член СПУ. Член фракції СПУ (з травня 2002). Секретар Комітету з питань Регламенту, депутатської етики та організації роботи Верховної Ради України (з червня 2002).
Народний депутат України 5-го скликання з 25 травня 2006 до 23 листопада 2007 від СПУ, № 16 в списку. На час виборів: народний депутат України, член СПУ. член фракції СПУ (травень — листопад 2006). Член Комітету з питань Регламенту, депутатської етики та забезпечення діяльності Верховної Ради України (з липня 2006).